# Котаярви (озеро, Поросозерское сельское поселение, юго-западное)
Ко́тая́рви (фин. Kotajärvi) — озеро на территории Поросозерского сельского поселения Суоярвского района Республики Карелия.

## Общие сведения
Площадь озера — 0,5 км². Располагается на высоте 143,0 метров над уровнем моря.
Форма озера лопастная. Берега большей частью заболоченные.
С юга в озеро втекает безымянный ручей, вытекающий из озёр Хунтилампи (фин. Huuhtilampi) и Кивиярви.
Сток из озера происходит через безымянный ручей, втекающий в реку Рихилампи, которая, в свою очередь, впадает в озеро Кюляярви, откуда вытекает река Кюляйоки, впадающая в Койтайоки
Название озера переводится с финского языка как «озеро с избой».
Код водного объекта в государственном водном реестре — 01050000111102000011523.